# Gamergate
Gamergate (tudi #gamergate) je spletno gibanje, ki se je pojavilo avgusta 2014. Pripadniki gibanja ga označujejo kot gibanje proti korupciji, malomarnosti in nepotizmu v novinarstvu, povezanem z industrijo videoiger.
Gibanje gamergate se je pojavilo kot odgovor na afero quinnspiracy (besedna igra z angleško besedo za zaroto, conspiracy, in priimkom Quinn), ki jo je sprožil razvijalec videoiger Eron Gjoni, ki je objavil blog, v katerem je obtožil svojo nekdanjo partnerko, razvijalko videoiger Zoe Quinn, etično neprimernega vedenja, med drugim, da ga je varala z Nathanom Graysonom, blogerjem na spletni strani za videoigre, Kotaku. Ogorčenost igračarske skupnosti je dosegla višek v spletnem nadlegovanju Graysona, Quinnove in več njunih sodelavcev.
Nasprotniki gibanja Gamergate so le-to tako označili za del kulturne vojne proti ženskam, feminizmu in raznolikosti v industriji videoiger. Poročanje medijev se je osredotočalo predvsem na nadlegovanje in večinoma ignoriralo stališča gibanja samega. Pristranskost poročanja in utišanje debat o aferi na več socialnih omrežjih je v gibanju še bolj razvnelo sume o korupciji in skrivnem sodelovanju v novinarstvu o videoigrah. 27. avgusta 2014 je igralec Adam Baldwin afero na socialnem omrežju twitter imenoval z označbo #GamerGate, ki jo je gibanje vzelo za svoje ime.